# Hogna litigiosa
Hogna litigiosa este o specie de păianjeni din genul Hogna, familia Lycosidae, descrisă de Roewer, 1959.
Este endemică în Angola. Conform Catalogue of Life specia Hogna litigiosa nu are subspecii cunoscute.